# Amt Franzburg-Richtenberg
La comunità amministrativa di Franzburg-Richtenberg (Amt Franzburg-Richtenberg) si trova nel circondario della Pomerania Anteriore-Rügen nel Meclemburgo-Pomerania Anteriore, in Germania.

## Suddivisione
Comprende 10 comuni (abitanti il 31 dicembre 2022):
1. Franzburg, città * (1 367)
2. Glewitz (564)
3. Gremersdorf-Buchholz (648)
4. Millienhagen-Oebelitz (327)
5. Papenhagen (538)
6. Richtenberg, città (1 351)
7. Splietsdorf (496)
8. Velgast (1 697)
9. Weitenhagen (225)
10. Wendisch Baggendorf (543)

Il capoluogo è Franzburg.